# Шварц-Шиллинг, Рейнхард
Рейнхард Шварц-Шиллинг (нем. Reinhard Schwarz-Schilling; 9 мая 1904, Ганновер — 9 декабря 1985, Берлин) — немецкий композитор.

## Биография
Сын химика-предпринимателя. С 1922 г. получал музыкальное образование в Мюнхене, Италии, с 1925 года — в Кёльне. Учился под руководством Вальтера Браунфельса, Филиппа Ярнаха (фортепиано) и Генриха Бёлля (орган).
С 1927 по 1929 год учился у Генриха Каминского.
С 1938 года — музыкальный педагог Высшей музыкальной школы в Берлине. Среди его самых известных учеников был Юн Исан.
Набожный католик. Сочинял, в основном, музыку на религиозно-духовные темы в духе Иоганна Себастьяна Баха, находясь под сильным влиянием своего учителя Генриха Каминского. В его творческом наследии также оркестровая, камерная и органная музыка, вокальные произведения.
Самая известная работа Р. Шварца-Шиллинга — кантата Die Botschaft.
Его сын Кристиан Шварц-Шиллинг, политик, государственный деятель, Верховный представитель по Боснии и Герцеговине.